# 桥溪村 (梅州)
桥溪村位于中国广东省梅州市梅县区，始称叩头溪，面积约1平方公里，拥有众多古民居建筑包括继善楼、宝善楼、世德楼、燕诒楼、渊庆楼、逸庐、世安居、祖德居、宝庆居、慎安居、仕德堂、朱氏祖祠、守庆公祠、凌云馆、桥溪小学（原称“宝园”）、宝善家塾。2002年7月17日被列为广东省文物保护单位。